# میرامار، هاوانا

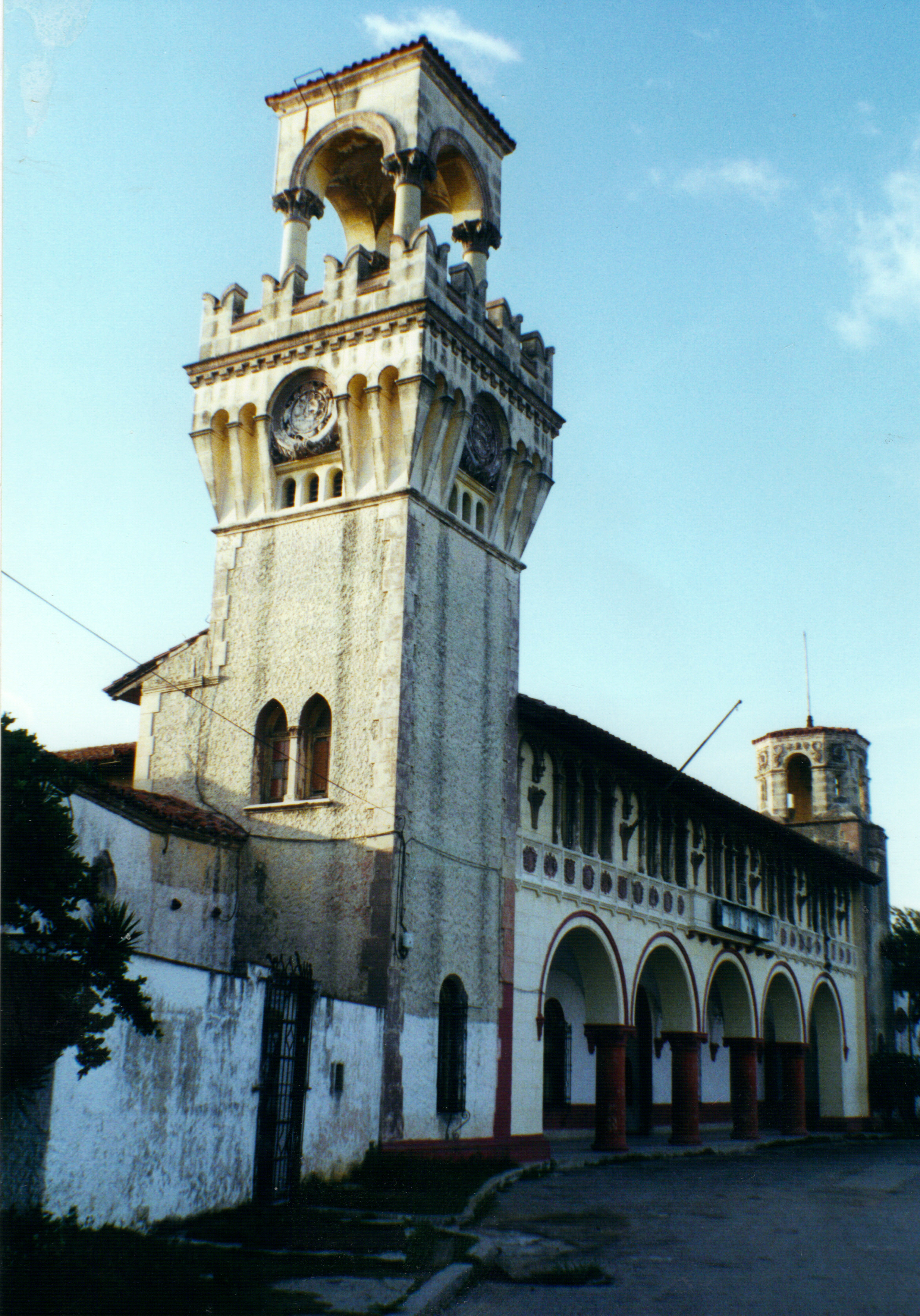
ساختمان سابق کلوب قایق بادبانی در منطقه میرامار.

میرامار (به اسپانیایی: Miramar) نام یکی از بهترین مناطق شهر هاوانا است که در ناحیه ساحلی غرب هاوانا واقع شده است.
اکثر سفارت‌خانه‌های خارجی از جمله سفارت ایران و سفارت روسیه در این منطقه قرار دارند. معروف‌ترین هتل‌های هاوانا از جمله هتل‌های هاوانا لیبره، نپوتونو، اکسیدنتال و پانورمارا در منطقه میرامار واقع شده‌اند.